# حلتا
حلتا هي إحدى القرى اللبنانية التابعة لبلدية كفرشوبا من قرى العرقوب وتتبع قضاء حاصبيا في محافظة النبطية.

## نبذة
حلتا هي قرية صغيرة في أقصى الجنوب الشرقي في لبنان وتطل على الأراضي التي احتلتها إسرائيل، وسبق أن دمرتها قوات الاحتلال الإسرائيلي في ستينيات القرن العشرين، وانتقلت على إثرها للجهة المقابلة بعد وادي الحمى.
يعتبر مناخ حلتا حارا قليلا صيفا ودافئا شتاءً، ولها طابع حيوي على مدار السنة.
هناك حضور دائم من القوات الدولية اليونيفيل، وخاصةً القوة الأسبانية.
تنقسم حلتا إلى قسمين: حلتا الفوقا وحلتا التحتا.

### أصل الاسم
أصل كلمة حلتا (? ILLETA) وهي كلمة آراميّة تعني: الوادي الفاصل، وهي أصل ما يعرف اليوم في عاميّة لبنان بـ"الخلّه".

## عائلاتها
تتبع حلتا إلى بلدة كفرشوبا في قضاء حاصبيا، ويقطنها نحو 350 نسمة. والعائلات التي تسكنها هي: 
شبلي، وعبد العال، وصالح، وعبد الله، ورمضان، وعطية، وذياب … ودين أهلها الإسلام السني

## انتاجها
تشتهر حلتا بالانتاج الزراعي والحيواني. ومن المحاصيل التي تشتهر بها: الزيت والزيتون والصبير (التين الشوكي) والتين والدراق والعنب بأنواعه، كذلك تنتشر فيها أشجار الصنوبر، والكينه، والجوز والتوت والعناب، وعدد من الأشجار المعمرة. وفيها زراعات موسمية كالزعتر والسماق والزوفا والملوخية والمليسه.
تحوي على معصرة حديثة للزيتون، وعدد من مزارع الدجاج في أطرافها، فضلا عن تربية المواشي.

## معالم
يوجد في حلتا العديد من المعالم، منها:
- نبع سريد الذي ينبع من سفوح جبل الشيخ

- مستوصف تقوم على تشغيله مؤسسة عامل ومسجد ومقبرة.
- يسعى عدد من أهلها لبناء مدرسة مهنية لتعليم الصغار وتعليم اللغات الإنجليزية والفرنسية.
- يوجد بها ران وهو مصب مائي يعود لحقبة تاريخية غابرة.
- يقصدها العديد من رجالات الدولة والمغتربين لممارسة هواية الصيد والصيد الليلي في فترات المواسم الصيفية والشتوية والربيعية.

## روابط
- البرنامج الوثائقي هنا بقينا بلدة حلتا الحلقة 65